# Veštačka inteligencija u video igrama
U video igrama, veštačka inteligencija (VI) se koristi za generisanje odzivnog, prilagodljivog ili inteligentnog ponašanja prvenstveno kod neigračkih likova (NPC) slično ljudskoj inteligenciji. Veštačka inteligencija je sastavni deo video igara od njihovog nastanka tokom 1950-ih. VI u video igrama je posebno podpolje i razlikuje se od akademske VI. Ona služi za poboljšanje iskustva igrača, a ne za mašinsko učenje ili donošenje odluka. Tokom zlatnog doba arkadnih video igara ideja o VI protivnicima je u velikoj meri popularizovana u obliku stupanjskih nivoa težine, različitih obrazaca kretanja i događaja u igri koji zavise od doprinosa igrača. Savremene igre često implementiraju postojeće tehnike kao što su pronalaženje putanja i stabla odlučivanja kako bi se vodile akcije NPC-a. VI se često koristi u mehanizmima koji nisu odmah vidljivi korisniku, kao što su rudarenje podataka i generisanje proceduralnog sadržaja.
Uopšteno govoreći, VI igra ne znači, kao što bi se moglo misliti, i ponekad se prikazanuje kao da je slučaj, realizacija veštačke osobe koja odgovara NPC-u na način Tjuringovog testa ili opšte veštačke inteligencije.

## Pregled
Termin „VI igre” se koristi za označavanje širokog skupa algoritama koji takođe uključuju tehnike iz teorije kontrole, robotike, računarske grafike i računarske nauke uopšte, tako da VI video igara često ne predstavlja „pravu VI” jer tehnike ne olakšavaju nužno učenje računara ili druge standardne kriterijume, već samo sačinjavaju „automatizovano izračunavanje“ ili unapred određeni i ograničeni skup odgovora na unapred određeni i ograničeni skup ulaznih podataka.
Mnoge industrije i korporativna glasila tvrde da je veštačka inteligencija igara prešla dug put u smislu da je revolucionisala način na koji ljudi komuniciraju sa svim oblicima tehnologije, iako su mnogi stručni istraživači skeptični prema takvim tvrdnjama, a posebno prema ideji da takvim tehnologijama odgovaraju definicija „inteligencije” koja se standardno koristi u kognitivnim naukama. Industrijski stavoi navode argument da je VI postala svestranija u načinu na koji se sve više koriste tehnološki uređaji na načine koji prevazilaze predviđene svrhe jer VI omogućava tehnologiji da funkcioniše na više načina, navodno razvijajući sopstvene karakteristike i izvršavajući složena uputstva korisnika.
Ljudi iz oblasti veštačke inteligencije tvrde da veštačka inteligencija video igrica nije prava inteligencija, već reklamna reč koja se koristi za opisivanje kompjuterskih programa koji koriste jednostavno sortiranje i algoritme uparivanja da bi stvorili iluziju inteligentnog ponašanja dok daju softveru pogrešnu auru naučne ili tehnološke složenosti i napredka. Pošto je veštačka inteligencija igre za NPC usredsređena na izgled inteligencije i dobru igru u okviru ograničenja okruženja, njen pristup se veoma razlikuje od tradicionalnog.

## Literatura
- Bogost, Ian (2017). "'Artificial Intelligence' Has Become Meaningless."
- Bourg; Seemann (2004). AI for Game Developers. O'Reilly & Associates.  0-596-00555-5.
- Buckland (2002). AI Techniques for Game Programming. Muska & Lipman.  1-931841-08-X.
- Buckland (2004). Programming Game AI By Example. Wordware Publishing.  1-55622-078-2.
- Champandard (2003). AI Game Development. New Riders.  1-59273-004-3.
- Eaton, Eric et al. (2015). "Who speaks for AI?"
- Funge (1999). AI for Animation and Games: A Cognitive Modeling Approach. A K Peters.  1-56881-103-9.
- Funge (2004). Artificial Intelligence for Computer Games: An Introduction. A K Peters.  1-56881-208-6.
- Kaplan, Jerry (2017). "AI's PR Problem."
- Millington (2005). Artificial Intelligence for Games Архивирано 4 септембар 2012 на сајту . Morgan Kaufmann.  0-12-497782-0.
- Schwab (2004). AI Game Engine Programming. Charles River Media.  1-58450-344-0.
- Smed and Hakonen (2006). Algorithms and Networking for Computer Games Архивирано на веб-сајту  (24. новембар 2010). John Wiley & Sons.  0-470-01812-7.

## Spoljašnje veze
- Special Interest Group on Artificial Intelligence @IGDA
- AI Game Programming Wisdom on aiwisdom.com
- Georgios N. Yannakakis and Julian Togelius